# Scheibenhard
Scheibenhard je občina v departmaju Bas-Rhin francoske regije Alzacija.
Leta 2010 je v občini živelo 822 oseb oz. 178 oseb/km².